# Silo (série de livros)
Silo é uma série de livros de ficção científica pós-apocalíptica norte-americana do escritor Hugh Howey. A série começou em 2011 com o conto Wool: Holston, que posteriormente foi publicado junto com quatro contos sequenciais no romance Wool em 2012. Junto com o romance Wool, a série consiste nos romances Shift e Dust, três outros contos, e Wool: The Graphic Novel. A série também foi adaptada como história em quadrinhos e série de televisão da Apple TV+.
Nos Estados Unidos, nenhuma das histórias se chama "Silo", sendo esse o nome escolhido pelo autor para a série como um todo. Porém, o primeiro romance da série Wool recebeu o título traduzido para "Silo" em alguns países.

## História das publicações
Howey começou a série em 2011, inicialmente escrevendo Wool como um conto independente. Ele publicou o trabalho através do sistema Kindle Direct Publishing da Amazon, optando por fazê-lo devido à liberdade de autopublicação. Depois que a popularidade da série cresceu, ele começou a escrever mais entradas para ela. Howey começou a solicitar direitos internacionais em 2012 e desde então assinou um acordo para direitos dramáticos no Brasil. Howey assinou um acordo somente impresso por cerca de US$ 500.000 com a Simon & Schuster para distribuir Wool para livrarias nos EUA e Canadá. Howey retém todos os direitos para continuar distribuindo Wool online.

## Enredo
A história de Silo se passa em uma Terra pós-apocalíptica. Após uma catástrofe que causou a devastação da Terra, uma sociedade passa a habitar um silo subterrâneo devido ao ar da superfície ter se tornado tóxico. Esse silo tem quilômetros de profundidade com 144 níveis e entre eles há alguns níveis responsáveis para a manutenção e a ordem do lugar. Há o setor Agrícola, o setor Mecânico (que regula a passagem de ar e energia elétrica), o setor Medicinal, o Departamento de TI (onde os sistemas eletrônicos são regulados) e o Judicial (que garante o cumprimento das leis do Pacto). No silo, as pessoas só podem ter filhos caso sejam permitidas de tempos em tempos e é proibido dizer que deseja sair para a superfície. Os infratores são punidos com a limpeza, onde são obrigados a vestir uma roupa térmica e ir à superfície para limpar as lentes que observam o mundo lá fora. A viagem é sem volta já que aqueles que deixam o silo acabam morrendo depois de algum tempo.

### Wool
Wool (no Brasil: Silo; em Portugal: O Silo) é o primeiro ato da série e consiste nas partes 1 a 5: Holston, Proper Gauge, Casting Off, The Unraveling e The Stranded.
A esposa do xerife Holston, Alisson, decide sair para a superfície acreditando que lá é habitável e que o departamento de TI engana todos no Silo. Ela sai de boa vontade e descobre que o mundo é verde e bonito, mas acaba morrendo intoxicada. Três anos depois, o xerife Holston, ainda em luto, pede para sair também e ao fazer isso fica surpreso ao saber que sua esposa estava certa, e ao tirar o capacete devido a falta de ar em seu traje, ele morre próximo ao corpo de sua esposa. A prefeita Jahns e o delegado Marnes viajam até o setor Mecânico, a procura de Juliette, uma mulher a quem Holston escolheu para ser sua substituta. Ao longo da descida, Jahns e Marnes passam pelo nível do departamento de TI, onde falam para o chefe do local, Bernard, sobre Juliette. Bernard desaprova a indicação de Juliette como nova xerife, por ela ter roubado antes, e sugere Peter Billings. Juliette decide aceitar ser xerife caso Jahns lhe autorize desligar o gerador de energia para manutenção, o que Jahns permite. Provando ser responsável, Juliette é nomeada xerife, o que irrita Bernard, fazendo-o envenenar Jahns e assumir como prefeito interino. Bernard treina Lukas para ser seu sucessor no TI e lhe mostra os segredos do departamento: eles são quem tem o verdadeiro poder e possuem informações do mundo antes do Silo.
Bernard cria um contexto para Juliette sair do Silo contra a vontade dela, e ao ser forçada a sair, ela não limpa a câmera para todos verem o exterior e percebe que seu visor no capacete estava lhe dando uma visão falsa da superfície saudável. Ela não morre como os outros que saíram, pois sua amiga Walker fez com que seu traje não sofresse danos, revelando que o TI danificou os trajes daqueles que morreram antes. Juliette é resgatada por um homem chamado Solo do Silo 17, revelando que há vários outros e que o dela é o 18. Solo é um sobrevivente de uma rebelião anterior no seu silo, e diz que eles podem se comunicar com os demais silos. Juliette se comunica com Lukas, que lhe diz os segredos do TI e que a equipe do setor Mecânico do Silo 18 causou uma rebelião. Ambos se envolvem romanticamente a distância. Bernard se comunica com Juliette, revelando que fez tudo para evitar uma rebelião, pois se uma rebelião ganhasse, as autoridades dos Silos no Silo 1, exterminaria todos no 18. Porém, Peter julga os esforços de Bernard como criminosos e o condena a limpar, mas ele não sai e morre queimado na câmara de compressão. Juliette retorna para o Silo 18 e se torna a nova prefeita e Peter Billings o novo xerife.

### Shift
Shift (no Brasil: Ordem) é o segundo arco da série e consiste nas partes 6 a 8: Legacy, Order e Pact. É uma prequela do arco Wool.
Em 2049, o congressista eleito Donald Keene é recrutado pelo senador Paul Thurman para desenvolver um repositório subterrâneo destinado a armazenar lixo nuclear, que seria construído no condado de Fulton, Georgia. Donald tem formação em arquitetura e também projeta abrigos autossustentáveis, os Silos, para os trabalhadores do repositório. Em 2052, o repositório é inaugurado e ocorre uma explosão nuclear que destrói Atlanta, onde Thurman e Donald são levados para um abrigo do repositório. É revelado que tudo faz parte da operação "World Order Operation Fifty" (W.O.O.L.), uma iniciativa para preservar a humanidade em caso de possível extinção. A Terra é destruída e voltará a ser habitável após 500 anos. Foram construídos 50 silos que são gerenciados pelo Silo 1, onde os co-líderes do W.O.O.L. (Thurman, Erskine, Victor e Donald) e pessoal autorizado habitam-o, preservando-se em câmaras de criogenia ao longo das décadas. Nos demais silos, o crescimento da população é controlado. Durante rebeliões, é recomendado apagar a memória dos habitantes do silo rebelde, mas caso a situação saia do controle, o Silo 1 é responsável por extinguir os moradores com gás venenoso ativado de modo remoto.
Em 2212, onze silos liderados pelo Silo 40 causaram uma grande rebelião, fazendo o Silo 1 encerrá-los. Na sequência, uma rebelião é iniciada no Silo 18 quase comprometendo todo o projeto, fazendo Erskine se suicidar e Donald ser acordado da criogenia para encontrar uma solução. É revelado que os silos foram criados num período onde a crescente produção e uso de nanorobôs era comum na ciência médica, mas países hostis como Irã lançaram versões armadas causando pandemias. Victor convenceu a Thurman e Erskine a implementar o W.O.O.L. e destruir a civilização humana antes dos nanorobôs. A Grande Revolta do Silo 18 é liderada por uma professora idosa, Sra. Crowe, que é imune aos medicamentos para amnésia, ela acaba sendo derrotada e um jovem revolucionário chamado Mission (ancestral de Allison Holston) tem a memória apagada. Em 2345, Juliette faz sua viagem do Silo 18 ao Silo 17 e Donald é acordado pela interferência da filha de Thurman, Anna. Donald descobre que apenas um silo entre os 50 terá permissão para reassentar o mundo, no Dia E de 2550, enquanto os demais silos serão encerrados. Ele decide evitar isso para que todos os silos vivam. É revelado também que Solo é Jimmy Parker, filho de um chefe de TI, que sobreviveu a rebelião do Silo 17 em 2312.  

### Dust
Dust (no Brasil: Legado) é o terceiro e último arco da série e está contido em um único livro de mesmo nome. Conclui as histórias iniciadas em Wool and Shift.
Donald mantém contato regular com Juliette no Silo 17 e Lukas no Silo 18, mas sua saúde começa a piorar rapidamente. Enquanto os residentes do Silo 18 empreendem a escavação de um túnel para o Silo 17, Thurman é acordado e reafirma o controle sobre o Silo 1, resultando em Donald sendo espancado e preso. O túnel chega ao 17 no momento em que Thurman percebe que o 18 se tornou rebelde e ordena seu encerramento, e apenas cerca de 200 residentes conseguem chegar em segurança antes que o 18 seja saturado com gás venenoso.
A irmã de Donald, Charlotte, que Donald acordou ilegalmente, e um simpático oficial de segurança chamado Darcy tentam libertar Donald e escapar do Silo 1 juntos. Donald está morrendo e fraco demais para ir embora. Ele convence Charlotte e Darcy a irem sem ele, enquanto planeja detonar as acusações de demolição incorporadas ao Silo 1 para que os outros Silos sejam libertados da tirania de Thurman. Darcy se sacrifica para que Charlotte possa sair em segurança, e Donald destrói o Silo 1.
Enquanto isso, Juliette descobre que todos os Silos possuem uma máquina de tunelamento que, quando ativada, irá conectá-los a um local denominado "Seed". A máquina do Silo 17 requer mais combustível do que o disponível, então Juliette e os outros sobreviventes tentam caminhar até Seed na superfície. Eles emergem de uma parede de poeira e percebem que o mundo já se curou. Os Silos estão envoltos por um véu artificial de poeira tóxica, mas além deles existe ar respirável, água limpa e um ecossistema próspero. Quando Juliette e os sobreviventes chegam a Seed, eles descobrem que é um amplo bunker repleto de alimentos, materiais e sementes de plantas, tudo o que é necessário para reconstruir a civilização. Charlotte encontra o grupo e Juliette a convida para se juntar a eles.

## Publicações

### Série principal
| Wool: Holston        | 30 de julho de 2011    | Wool  | 27 de janeiro de 2012 | Silo   | 14 de março de 2014   | O Silo | Outubro de 2013 |
| Wool: Proper Gauge   | 30 de novembro de 2011 | Wool  | 27 de janeiro de 2012 | Silo   | 14 de março de 2014   | O Silo | Outubro de 2013 |
| Wool: Casting Off    | 11 de dezembro de 2011 | Wool  | 27 de janeiro de 2012 | Silo   | 14 de março de 2014   | O Silo | Outubro de 2013 |
| Wool: The Unraveling | 26 de dezembro de 2011 | Wool  | 27 de janeiro de 2012 | Silo   | 14 de março de 2014   | O Silo | Outubro de 2013 |
| Wool: The Stranded   | 25 de janeiro de 2012  | Wool  | 27 de janeiro de 2012 | Silo   | 14 de março de 2014   | O Silo | Outubro de 2013 |
| First Shift — Legacy | 14 de abril de 2012    | Shift | 28 de janeiro de 2013 | Ordem  | 6 de março de 2015    | –      | –               |
| Second Shift — Order | 12 de novembro de 2012 | Shift | 28 de janeiro de 2013 | Ordem  | 6 de março de 2015    | –      | –               |
| Third Shift — Pact   | 24 de janeiro de 2013  | Shift | 28 de janeiro de 2013 | Ordem  | 6 de março de 2015    | –      | –               |
| –                    | –                      | Dust  | 17 de agosto de 2013  | Legado | 6 de setembro de 2016 | –      | –               |

### Contos
- "In the Air" (2014)
- "In the Mountains" (2014)
- "In the Woods" (2015)

Eles aparecem nas coleções de contos The Apocalypse Triptych (2014-2015) e Machine Learning: New and Collected Stories (2017).

## Recepção
Um revisor da Wired elogiou o omnibus, afirmando que ele "limpa a ssujeira do passado e revela a nova verdade" sobre a mudança no mercado editorial.

## Adaptações

### Cinema e televisão
A série de livros Silo foi anunciada para ser adaptada no cinema pela 20th Century Fox, que entrou em negociações para adquirir o e-book autopublicado Wool em 11 de maio de 2012, para ser o primeiro longa-metragem. Cinco dias depois, a 20th Century Fox adquiriu os direitos, com Ridley Scott e Steven Zaillian entre os envolvidos na produção. Em 28 de novembro, foi anunciado que J Blakeson estava em negociações para escrever e dirigir. Foi então anunciado em 5 de junho de 2015 que Nicole Perlman reescreveria o roteiro, com Blakeson não mais envolvido no projeto. O filme acabou sendo arquivado como resultado da aquisição da 21st Century Fox pela Disney.
No dia 30 de julho de 2018, uma nova iteração do projeto estava em desenvolvimento para televisão na AMC, com LaToya Morgan contratada para escrever sob seu contrato geral na AMC Studios. A série acabou sendo transferida para Apple TV+ em 20 de maio de 2021, recebendo um pedido de dez episódios. Graham Yost substituiu Morgan como criador e escritor, marcando sua terceira série na Apple TV+ sob seu acordo geral com a rede. Morten Tyldum também foi contratado para dirigir e ser produtor executivo, com Yost como showrunner. O show foi renovado para uma segunda temporada em junho de 2023.

### Adaptação para quadrinhos
Em julho de 2013, o novo selo de quadrinhos da Amazon, Jet City Comics, anunciou que lançaria uma adaptação da série em quadrinhos. Jimmy Palmiotti e Justin Gray adaptaram a história e Jimmy Broxton criou a arte. Em 9 de julho de 2013, Howey lançou uma prévia da capa dos quadrinhos em seu blog. A história em quadrinhos foi finalmente publicada em agosto de 2014.

### Kindle Worlds
A "Saga Silo" foi um dos primeiros cenários licenciados em 2013 para a plataforma Kindle Worlds para autopublicação de fanfiction. Quando o Kindle Worlds foi fechado em 2018, 122 romances, novelas e contos ambientados no universo Silo haviam sido publicados por meio da plataforma — o terceiro maior número entre qualquer uma das séries licenciadas.